# Medaille für hervorragende Leistungen in der Metallurgie der Deutschen Demokratischen Republik
Die Medaille für hervorragende Leistungen in der Metallurgie der Deutschen Demokratischen Republik war eine staatliche Auszeichnung  der Deutschen Demokratischen Republik (DDR), welche in Form einer tragbaren Medaille verliehen wurde.

## Geschichte
Gestiftet wurde die Medaille am 30. Januar 1975 in einer Stufe. Ihre Verleihung erfolgte für hervorragende Leistungen bei der Erfüllung bzw. Übererfüllung der vorgegebenen Planaufgaben. Ferner auch für langjähriger Tätigkeit in diesem Bereich. Allerdings war die Höchstverleihungszahl auf 50 Träger jährlich begrenzt. Die Medaille konnte auch nur einmal an ein und dieselbe Person verliehen werden.

## Aussehen und Tragweise
Die vergoldete Medaille mit einem Durchmesser von 30 mm zeigte auf ihrem Avers rechts ein kleines erhaben geprägtes Hüttenwerk vor dem ein Gießer steht. Links daneben ist eine Gießform zu erkennen. Das Revers der Medaille zeigt dagegen mittig das Staatswappen der DDR umgeben von der Umschrift: FÜR HERVORRAGENDE LEISTUNGEN  IN DER METALLURGIE. Getragen wurde die Medaille an der linken oberen Brustseite an einer 25 × 12,5 mm breiten orangefarbenen Spange, in welcher senkrecht ein 2,5 mm breiter stahlblauer Mittelstreifen eingewebt war.